# Ruisseau du Boutois
Le ruisseau du Boutois est un cours d'eau qui prend sa source à Villeneuve-au-chemin, et s'écoule ensuite vers le sud en direction de Montfey. 
Sur son chemin il alimente plusieurs lavoirs.
C'est un affluent de l'Armance.